# Карун
Кару́н (перс. کارون‎) — наиболее полноводная и единственная судоходная река на территории Ирана. До XX века — главнейшая транспортная артерия страны. Длина — 890 км или 950 км, площадь водосборного бассейна — 66 930 км². Средний расход воды — 736,5 м³/с.
Судоходна до порогов у города Ахваз и выше по течению — до города Шуштер. Дельта Каруна образует остров Абадан, на котором расположен одноимённый город Абадан.

## Описание
Карун протекает на юго-западе Ирана. Берёт начало на границе провинций Исфахан и Чехармехаль и Бахтиария, у подножия горы Кухе-Ранг хребта Загрос. Высота истока — 2920 м над уровнем моря. После истока течёт на юго-восток вдоль гор Кухе-Хефт-Тенан. Около Чехельгорда на реке расположено водохранилище Поле-али-Кух. Между горами Кухе-Зерре и Кухе-Исбиян принимает воды Абе-Бехештабада, а у гор Себзкух — Рудханейе-Кере, после чего резко поворачивает на запад. В месте слияния с Базофтом в 2012 году было построено водохранилище Карун-4 объёмом 2,2 млн м³ и площадью 32 км². Плотина, достигающая высоты 230 метров, является высочайшей в Иране.
В месте впадения Рудханейе-Херсан Карун поворачивает на северо-запад. Ниже по течению, в 20 километрах восточнее города Изе, расположено водохранилище Карун-3. Далее Карун у горы Кухе-Ленде поворачивает на юго-запад. Этот участок долины зарегулирован водохранилищем Карун-1 с высотой плотины 170 м. Мощность ГЭС составляет 1000 МВт, площадь поверхности водохранилища 55 км², объём — 3,1 км³. Ещё ниже, у устья Эбе-Эндеках и селения Годар-Ленде расположена плотина Карун-2. Дальше Карун протекает через водохранилище Готванд, выходит на равнину Хузестана и течёт в южном направлении. У селения Молласани принимает воды крупнейшего притока — Деза. Протяжённость равнинной части Каруна составляет 360 километров. В городе Хорремшехр Карун впадает в Шатт-эль-Араб (Арвандруд) — реку, образующуюся при слиянии Тигра и Евфрата.
На реке расположены города Готванд, Шуштер, Ахваз и Хорремшехр.

## Притоки
- Танге-Шимширн[10] (правый)
- Абе-Бехештабад[6] (левый)
- Рудханейе-Кере[11] (левый)
- Абе-Серхун[11] (правый)
- Базофт[11] (правый)
- Рудханейе-Мондж[11] (левый)
- Рудханейе-Херсан[11] (левый)
- Абе-Шембер[6] (правый)
- Деррес-Галь[6] (левый)
- Рудханейе-Мергаб[11][12] (левый)
- Эбе-Эндеках[11] (правый)
- Абе-Дельбе[11][12] (левый)
- Демаверд[13] (правый)
- Абе-Зен-Морде[13] (левый)
- Диз[9] (правый)
- Нахр-Рейен[14] (правый)

## Исторические сведения
В древности река Карун впадала непосредственно в Персидский залив. В составе империи Александра Македонского река звалась Паситигр (Pasitigris; от древнеперсидского pas — «маленький»), что означает маленький Тигр. Отождествлялась с библейской рекой Фисон.
В X веке вассальный эмир Фанна Хосров, более известный под арабским лакабом Азуд ад-Доуле (936—983), приказал вырыть судоходный канал, соединивший реку Карун с Шатт-эль-Арабом. Канал, получивший имя Хафар, дожил до наших дней. За старым руслом Каруна, которое несёт свои воды напрямую в Персидский залив, закрепилось название Бехменшир.
В 1812 году арабский шейх Юсуф бин Мардо аль-Кааби (араб. يوسف بن مرداو‎) из племени Бани-Кааб заложил в устье Хафара портовый город Мохаммера (современный Хорремшехр). В 1913—1914 гг. в Мохаммере работала международная комиссия по Турецко-персидскому разграничению. Комиссия была четырёхсторонней: русско-британско-турецко-персидской. Британским комиссаром был назначен дипломатический чиновник со славянской фамилией Вратислав, а его помощником — капитан Вильсон.
По условиям Разграничительного акта, вся водная полоса нижнего течения Шатт-эль-Араба признана турецким владением, исключением некоторых островов и «Порта Мохаммеры», т. е. пространства воды вверх и вниз по реке у впадения в неё реки Карун (приблизительно на протяжении между островом Агават и пунктом Тувейиджат). Эта часть границы была быстро закончена путём двух выездов комиссии по реке, сперва на турецкой канонерке «Мармарис», а затем на маленьком персидском пароходике. Был намечен и пункт на левом берегу канала Хаййен (один из левых притоков Шатт-эль-Араба), откуда д. б. начаться сухопутная граница по безводной пустыне в тылу Мохаммеры.
 — писал русский комиссар, известный востоковед В. Ф. Минорский.